# Катастрофа S-76 в Таллинском заливе
Катастрофа S-76 в Таллинском заливе — авиационная катастрофа, произошедшая 10 августа 2005 года с вертолётом Sikorsky S−76C+ на регулярной пассажирской линии Таллин—Хельсинки. Принадлежащий финской фирме Copterline Oy вертолёт, оператором которого было эстонское предприятие Copterline OÜ, упал в море в Таллинском заливе между островами Найссаар и Аэгна, в 1,8 морских милях от полуострова Виймси и в 1,9 морских милях к юго-западу от острова Аэгна. Координаты места падения: 59°32,55′ с. ш. 024°43,85′ в. д..

## Хронология событий
В 12:39 вертолёт Sikorsky S-76C+ фирмы Copterline, регистрационный знак OH–HCI, поднялся в воздух с вертолётной площадки у таллинского Горхолла, совершая регулярный рейс 103 (AAQ103) Таллин—Хельсинки. На борту вертолёта было 12 пассажиров и 2 члена экипажа. Протяжённость маршрута составляла 80 километров, обычная продолжительность полёта — от 18 до 20 минут.
Сводка погоды на вертолётной площадке таллинского Горхолла непосредственно перед взлетом в 12:36 была следующей: направление ветра 120 градусов, скорость ветра 13 узлов (24,1 км/ч или 6,7 м/сек), видимость 5 километров, небольшой дождь, температура воздуха 14 °C.
Первый пилот управлял вертолётом, второй пилот вёл радиосвязь. После взлёта по курсу 110° вертолёт повернул налево на курс 355° при увеличении скорости полёта и набора высоты. Обычно полёт проходил на высоте около 500 метров с приборной скоростью около 150 узлов (277 км/ч). Второй пилот сообщил в Таллинскую башню управления воздушным движением, что вертолёт находится в воздухе. Когда вертолёт приблизился к границе контрольной зоны Таллинского аэропорта, он достиг высоты 365 метров над средним уровнем моря при скорости полёта 130 узлов (241 км/ч).
В 12:41:50 вертолёт внезапно потерял управляемость и повернул налево, в 12:41:55 начал быстро вращаться вправо и через 33 секунды вращения, крена и тангажа в 12:42:28 упал в море недалеко от острова Аэгна. Аварийные надувные баллонеты не сработали, так как они не рассчитаны на такое быстрое падение, и вертолёт в течение короткого промежутка времени затонул. При этом аварийный маяк вертолёта сигналы не подавал. На месте аварии расчётная высота волны достигала одного метра.
Авиадиспетчер Таллинского аэропорта по информации на экране радара заметил изменение направления движения вертолёта и резкую потерю им высоты, и свидетели на суше видели, как вертолёт упал в воду; сразу же была начата поисково-спасательная операция.
Через 10 минут первым к месту происшествия подошёл лоцманский катер AHTO 7. По словам капитана катера, экипаж увидел одну лопасть несущего винта и масляное пятно на поверхности воды. Таллинский морской спасательный центр (JRCC Tallinn) связался с хельсинкским филиалом Финского морского спасательного центра (MRSC Helsinki) и запросил помощь.
В поисково-спасательной операции участвовали эстонский пограничный корабль «Kati», катер пограничной охраны  Эстонии M29, лоцманские катера, суда Vaindlo и Wambola Морских сил Эстонии, судно Департамента водных путей Эстонии EVA-320, торговое судно «Baltic Trader», вертолёт пограничной охраны Эстонии, корабль пограничной охраны Финляндии «Merikarhu», финский спасательный вертолёт Puma, а также эстонские и финские водолазы.

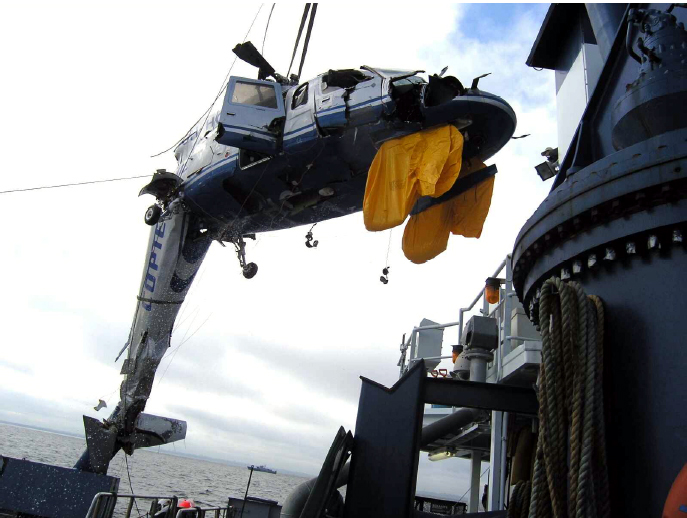
Извлечение обломков вертолёта

Обломки вертолёта были обнаружены операторами гидролокатора судна EVA-320, который показал, что вертолёт находится на глубине около 43 метров. Два эстонских глубоководных водолаза, спустившиеся вслед за автоматическим поисковым аппаратом, сообщили, что тела пассажиров находятся внутри вертолёта.
В месте катастрофы температура воды на поверхности моря составляла около 16 °C.
В течение следующих двух дней из обломков вертолёта были извлечены 13 тел погибших. Поисково-спасательным работам мешала плохая погода. Работа по подъёму обломков вертолёта была начата ранним утром 13 августа. Для этого использовалось оснащённое краном финское спасательное судно «Seili». После подъёма обломки вертолёта были доставлены в один из ангаров Таллинского аэропорта для детального изучения, позже перевезены на базу Воздушных сил Эстонии Эмари.
Тело 14-го погибшего, первого пилота Петера Фредрикссона, было найдено водолазами-добровольцами две недели спустя, 25 августа, на расстоянии около 45 метров от затонувшего вертолёта. Он выпал из разбившегося окна вертолёта в момент столкновения воздушного судна с водой. Поиск тела Петера Фредрикссона был организован его другом Каем Янссоном (Kai Jahnsson), работником вертодрома Мальми, состоявшим в объединении водолазов, которое предоставило поисковое судно и подводного робота. Продолжительность поисков составила 2 часа.

## Экипаж и пассажиры
Первый пилот: возраст 41 год. Имел лицензию пилота воздушного судна (вертолёт) JAR (ATPL (H)), выданную Управлением гражданской авиации Финляндии, лицензии коммерческого пилота (вертолёт) (CPL (H)) с 1988 года и ATPL (H) с 1993 года. Обладал лицензией и уровнем квалификации, необходимыми для эксплуатации вертолётов Sikorsky S-76C+ в регулярных пассажирских перевозках фирмы Copterline между Хельсинки и Таллином.
Второй пилот: возраст 56 лет. Имел лицензию пилота воздушного транспорта (вертолёт) ATPL (H), выданную Управлением гражданской авиации Финляндии, лицензии коммерческого пилота (вертолёт) с 1989 года и ATPL (H) с 1997 года. Обладал лицензией и уровнем квалификации, необходимыми для эксплуатации вертолетов Sikorsky S-76C+ в качестве второго пилота в регулярных пассажирских перевозках фирмы Copterline между Хельсинки и Таллином.
Гражданство пассажиров: четверо граждан Эстонии, шесть граждан Финляндии, два гражданина США; оба пилота — граждане Финляндии.
Все 14 человек, находившиеся на борту вертолёта, погибли.
| Гражданство | Пассажиры | Экипаж | Всего | Погибшие |
| ----------- | --------- | ------ | ----- | -------- |
| Эстония     | 4         |        | 4     | 4        |
| Финляндия   | 6         | 2      | 8     | 8        |
| США         | 2         |        | 2     | 2        |
| Итого       | 12        | 2      | 14    | 14       |

Список погибших
- Peter Fredriksson (1964) — первый пилот
- Lydia Riis Hamburgen (1918)
- Mary Elizabeth Hamburgen (1958)
- Onni Matti Kopperi (1944)
- Carolina Kremenetski (1983)
- Ruta Kruuda (1967)
- Tapio Hannes Kuikko (1951)
- Seppo Antero Peurala (1948) — второй пилот
- Seija Marjut Ruotsalainen (1952)
- Ari Kalevi Seger (1954)
- Kristel Soll (1965)
- Liisa Suuster (1983)
- Pentti Olavi Vainio (1946)
- Jarkko Varjo (1961)

Среди погибших — жена тогдашнего главы эстонской кондитерской фабрики «Калев» Оливера Крууда и его сестра Кристель Солл. Сам Оливер Крууда должен был лететь этим же вертолётом, но не хватило мест, и он купил билет на следующий рейс. Из восьми финнов пятеро были высокопоставленными сотрудниками Центра охраны труда Финляндии и центрального союза профсоюзов. Они сдали билеты на паром, рейс которого был отменён из-за плохой погоды, так как на работе их ждали срочные дела. Пилот вертолёта Петер Фредрикссон в 1994 году принимал участие в спасательной операции после крушения парома «Эстония». Две гражданки США 86 и 46 лет возвращались из Эстонии со свадьбы.

## Расследование
Первоначально были выдвинуты три версии катастрофы: плохие погодные условия, техническая неисправность вертолёта и теракт. Последняя версия была отвергнута уже 11 августа.
Для расследования катастрофы была создана международная комиссия. Эстонские власти отказались отправить бортовой самописец вертолёта в США, поскольку вертолёт был произведен в этой стране, что могло создать конфликт интересов. Бортовой самописец расшифровало бюро расследований авиакатастроф Air Accidents Investigation Branch (AAIB) в Великобритании. Анализ информации комиссия начала 22 августа.
До крушения не было получено никаких сигналов бедствия, однако голосовая запись показала, что за 35 секунд до того, как вертолёт упал в море, пилоты пытались отправить сигнал Mayday.
«Немного увеличим скорость», — сказал командир вертолёта незадолго до падения. Затем последовало громкое восклицание и шум в течение десяти секунд. Потом тихо три раза: «Mayday, mayday, mayday». К этому времени вертолет резко задрал нос и повернул влево, затем он повернул вправо. Перед тем как упасть в море, вертолёт сделал 13 кругов вправо. «У нас отломился хвост?» — спросил второй пилот. Это была последняя различимая фраза.
Через несколько месяцев после авиакатастрофы следственная комиссия по расследованию авиационных происшествий инициировала временные рекомендации по безопасности всем операторам, производящим эксплуатацию вертолётов Sikorsky, итогом которых стали Рекомендации NTSB по безопасности A-05-33,  A-05-34 и A-05-35, письмо Sikorsky All Operators Letter CCS-76-AOL-05-2001, Специальный информационный бюллетень по безопасности полётов FAA Special Airworthiness Information Bulletin SW-06-15 и уведомление Федерального авиационного управления США (FAA) о предлагаемом нормотворчестве (FAA Notice of Proposed Rule Making 2006-SW-05AD).
12 сентября 2005 года комиссия опубликовала предварительный отчёт, в котором было исключено большинство возможных физических повреждений до падения вертолёта в воду. Было отмечено, что технически вертолёт был  в порядке, погодные условия — удовлетворительными для полёта, и экипаж вертолёта обладал необходимыми навыками для управления вертолётом. Не было найдено признаков саботажа, следов пожара, попадания птиц или каких-либо других объектов в двигатель вертолёта во время его полёта. Было подтверждено, что турбовинтовые двигатели вертолёта сохраняли работоспособность до конца полёта, и конструкции вертолёта разрушились в результате столкновения с поверхностью воды.
Вскрытие тел бывших на борту вертолёта людей показало, что причиной их гибели стало утопление.
В качестве основной причины катастрофы было названо попадание воздушного судна  в некую чрезвычайную ситуацию, которая вызвала значительное отклонение вертолёта от нормальных параметров полёта, в результате чего вертолёт совершил неуправляемое падение.
Поскольку вертолёт был произведен в США, в расследовании принимал участие Национальный совет по безопасности на транспорте США (NTSB). В ноябре 2005 года NTSB выпустил срочную рекомендацию FAA с тем, чтобы все операторы вертолётов Sikorsky S-76 провели «немедленные визуальные и лабораторные осмотры» сервоприводов несущего винта на предмет различных загрязнений. Американская фирма Sikorsky Aircraft, производитель вертолётов, отвергла эти выводы, заявив, что она и производитель сервоприводов HR Textron «не согласны с тем, что сервопривод стал причиной аварии». Однако в декабре 2005 года компания отослала письма всем операторам, рекомендовав им провести испытания на внутреннюю герметичность всех сервоприводов несущего винта Sikorsky S-76, в то же время подчеркнув, что их испытания с преднамеренно поврежденным сервоприводом «не выявили никакой проблемы с безопасностью полёта».
Компания Copterline OY заявила, что крушение произошло не по вине предприятия, и за катастрофу несёт ответственность завод-изготовитель вертолёта.
Переговоры между фирмами Copterline и Sikorsky Aircraft о том, как разделить убытки, возникшие в результате авиакатастрофы, были прекращены в декабре 2006 года, и Copterline подала иск к  Sikorsky Aircraft в суд в Нью-Йорке о возмещении ущерба в размере 60 миллионов долларов США.
Окончательный отчёт о расследовании катастрофы был опубликован 11 августа 2008 года.
В августе 2009 года появилось сообщение, что Copterline получит компенсацию от Sikorsky, однако текст договора между фирмами был засекречен.
Следствием катастрофы вертолёта стало банкротство фирмы Copterline OÜ в феврале 2010 года. Затем фирма возобновила деятельность, выступая большей частью как оператор спасательных и медицинских вертолётов, но в марте 2016 года снова объявила себя банкротом.

### Причины крушения
Причиной крушения вертолёта стало самопроизвольное срабатывание переднего сервопривода главного ротора и последующая потеря управления. Этому способствовало отделение части покрытия одного из двух поршней сервопривода, нанесённого плазменным методом, и неспособности оператора вертолёта заранее обнаружить внутреннюю утечку сервопривода. Два больших куска, отделившиеся от покрытия, заблокировали один из двух возвратных каналов пилотного клапана сервопривода, что привело к резкому ухудшению показателей работы сервопривода и, таким образом, к внезапному изменению угла установки лопастей несущего винта, что стало для воздушного судна фатальным.
Помимо заклинившего пилотного клапана, кусочки плазменного покрытия были обнаружены в перепускных клапанах и в фильтрах гидравлической системы. Поршневые кольца сервопривода были сильно изношены.
Пилоты не имели никакой возможности взять под управление вертолёт в течение тех 37 секунд, которые оставались до падения в воду вращающегося вертолёта.
Изучение сервопривода было проведено в США. Покрытие его поршней представляет собой смесь меди и алюминия. Фирма Copterline не имела полномочий обслуживать и даже открывать эти компоненты конструкции вертолёта. Однако в окончательном отчёте комиссии по расследованию катастрофы фирма Copterline критиковалась за пропуск периодических испытаний на герметичность гидравлической системы управления полётом, которые могли бы выявить проблему. Финские власти также подверглись критике за недостаточный надзор за соблюдением правил безопасности полётов.